# Vigántpetend, Veszprém
Vigántpetend  este un sat în districtul Tapolca, județul Veszprém, Ungaria, având o populație de 220 de locuitori (2011). 

## Demografie
Componența etnică a satului Vigántpetend
     Maghiari (93,94%)
     Romi (6,06%)
Componența confesională a satului Vigántpetend
     Romano-catolici (68,64%)
     Fără religie (3,64%)
     Reformați (2,27%)
     Luterani (2,27%)
     Necunoscută (23,18%)
Conform recensământului din 2011, satul Vigántpetend avea 220 de locuitori. Din punct de vedere etnic, majoritatea locuitorilor (93,94%) erau maghiari, cu o minoritate de romi (6,06%).  Din punct de vedere confesional, majoritatea locuitorilor (68,64%) erau romano-catolici, existând și minorități de persoane fără religie (3,64%), luterani (2,27%) și reformați (2,27%). Pentru 23,18% din locuitori nu este cunoscută apartenența confesională.